# Phytoseius koreanus
Phytoseius koreanus är en spindeldjursart som beskrevs av Ryu och Ehara 1991. Phytoseius koreanus ingår i släktet Phytoseius och familjen Phytoseiidae. Inga underarter finns listade i Catalogue of Life.